# Lobocleta mutuataria
Lobocleta mutuataria är en fjärilsart som beskrevs av Heinrich Benno Möschler 1890. Lobocleta mutuataria ingår i släktet Lobocleta och familjen mätare. Inga underarter finns listade i Catalogue of Life.